# Microbriza poimorpha
Microbriza poimorpha är en gräsart som först beskrevs av Jan Svatopluk Presl, och fick sitt nu gällande namn av Parodi, Elisa G. Nicora och Sulma Zulma E. Rúgolo de Agrasar. Microbriza poimorpha ingår i släktet Microbriza och familjen gräs. Inga underarter finns listade i Catalogue of Life.